# Раля Тончева
Раля Тончева или Райна Килифарска е българска оперна певица, колоратурно сопрано. Определяна е от критиката като „Балканският славей“, „Феята с кристалния глас“, „Магьосницата на сцената“, „Очарователна актриса с изключителна интелигентност“, „Вокалният виртуоз“. Призната е за най-добрата изпълнителка на операта „Лакме“, за което получава прозвището „Френската Лакме“.

## Биография
Родена е на 26 октомври 1894 г. в Разград, в семейството на учители. Като дете рецитира стихове на Пушкин и Лермонтов. Завършва гимназия в Разград, а след това учи в класа по пеене при Ефимия Илкова в Държавното музикално училище в София. След завършването ѝ е приета в Софийската опера. Месец по късно се омъжва и се мести да живее в Русе. През 1926 г. заминава за Париж, където се изучава дикция, интерпретация, мизансцен при Маргарит Каре и Салиняк Краоза. Учи при Фелия Литвин и Лили Леман.

## Професионална кариера
Първата роля на Раля Тончева на сцената на Софийската опера е на Зибел във „Фауст“ от Шарл Гуно. Във Франция играе на сцените на Театъра за изкуства в Руан, Театъра на градското казино в Кан, опера „Комик“, както и в Театър де ла Моне в Брюксел, Белгия. Получава договор за постоянна солистка на оркестър „Ламурио“ в Париж. Сценичната ѝ дейност включва участия в над 30 опери, като „Лакме“, „Риголето“, „Вълшебната флейта“, „Травиата“, „Севилският бръснар“, „Ромео и Жулиета“, „Хугеноти“, „Лучия де Ламермур“, „Ловци на бисери“. Изявява се в Париж, Лион, Страсбург, Нанси, Бордо, Виши, Монте Карло, Сент Етиен, Антверпен, Гент, Лондон, Брюксел.
Има съвместни участия с Лиляна Христова, Илка Попова, Боян Икономов, Любомир Пипков, Люба Енчева, Александър Гречанинов, Жан Берже, Надя Буланже, Роже Обер, квартет „Калве“, Лондонския симфоничен оркестър. Изнася множество директни концерти по радиото в Париж. Записва грамофонни плочи в студиото на „Парлафон“.
След началото на Втората световна война, през 1939 г., се завръща окончателно в България. Между 1941 и 1948 г. изнася множество концерти в София и в страната. През 1947 – 1954 г. е хоноруван преподавател в Българска музикална академия. Нейни ученици са Марин Маринов, Лидия Атанасова, Пепа Гандева, Цвета Маринова, Магдалена Манолова. Работи като частен музикален педагог. Основател е на хор „Славянска беседа“. Почива на 13 юли 1979 г.